# Tramwaje w Villahermosa
Tramwaje w Villahermosa − zlikwidowany system komunikacji tramwajowej w meksykańskim mieście Villahermosa.

## Historia
Pierwszy system komunikacji tramwajowej w Villahermosa otworzyła spółka Tranvías Tabasqueños w 1887. Był to system tramwajów konnych. Szerokość toru wynosiła 914 mm. W 1893 inna spółka Ferrocarril Urbano de San Juan Bautista uruchomiła swój system komunikacji tramwajowej o szerokości toru 750 mm. W 1918 spółka Tranvías Tabasqueños uruchomiła tramwaje benzynowe. Nie wiadomo kiedy zlikwidowano tramwaje w Villahermosa. 